# Hanyu pinyin
Hanyu pinyin – oficjalna transkrypcja standardowego języka mandaryńskiego (putonghua, hanyu pinyin: pǔtōnghuà) – urzędowego języka Chin – na alfabet łaciński.
Hanyu pinyin został opracowany przez Komitet Reformy Języka z Zhou Youguangiem na czele w 1956 i zatwierdzony przez rząd chiński w 1958 roku. Jego celem było upowszechnienie wymowy putonghua i pomoc w nauce znaków chińskiego pisma. Do szerszego użytku wprowadzony został dopiero w 1979 r., po otwarciu Chin na świat. Miał zastąpić starsze metody transkrypcji:
- oparty na grafice chińskiej, a nie łacińskiej, alfabet bopomofo (w zasadzie system nauczania poprawnej wymowy, stąd inna nazwa zhuyin zimu), który stworzono w Chinach na początku XIX wieku,
- system Gwoyeu Romatzyh z 1909 – skomplikowany, gdyż zapisuje się w nim tony bez użycia znaków diakrytycznych, a poprzez modyfikację wyglądu sylaby podstawowej,
- transkrypcje zagraniczne, np. najpopularniejszą brytyjską transkrypcję Wade’a i Gilesa z 1859 (wersja zmodyfikowana z 1912 r.).

Zamierzenie to się powiodło. Obecnie pinyin jest akceptowany przez większość międzynarodowych instytucji (m.in. ONZ), jako system transkrypcji współczesnego języka chińskiego ogólnonarodowego. W 1979 roku Rada Państwa ChRL podjęła decyzję o wyłącznym stosowaniu transkrypcji hanyu pinyin w publikacjach dyplomatycznych i tłumaczeniach na języki obce. W 1981 roku Międzynarodowa Organizacja Normalizacyjna (ISO) na wniosek ONZ zaadaptowała pinyin jako jedyny sposób romanizacji współczesnego chińskiego. Pinyin wyparł wcześniejsze systemy transkrypcji, m.in. angielski system Wade-Gilesa. W języku angielskim stara angielska forma nazwy Pekinu – Peking została wyparta przez zapis w pinyin – Beijing.
Pinyin jest stosowany przy zapisie chińskich nazw i nazwisk, stosuje się go również w publikacjach prasowych i fachowych, a także w słownikach oraz podręcznikach putonghua dla cudzoziemców. Wypiera powoli systemy lokalne stosowane w Hongkongu, Makau i Singapurze. Przez długi czas nie przyjęto go natomiast na Tajwanie, gdzie królował angielski system Wade-Gilesa. Z dniem 1 stycznia 2009 r. również Tajwan przeszedł oficjalnie na system hanyu pinyin.
W Chinach pinyin jest również nauczany w szkołach podstawowych, co ma pomagać w opanowaniu putonghua. Większość dzieci używa bowiem w domu lokalnego dialektu. Opanowanie pinyinu ułatwia dzieciom także naukę języków europejskich, z drugiej strony przyspiesza proces inkorporacji łacińskich liter do pisma chińskiego.
Nazwa hanyu pinyin oznacza zapis fonetyczny języka chińskiego (pełna nazwa: 漢語拼音方案 hànyǔ pīnyīn fāng’àn – schemat fonetyzacji języka chińskiego) i bywa często skracana do samego słowa pinyin (dosł. „składanie dźwięków [w słowa]”, od 拼 „łączyć coś w całość, składać”, 音 „dźwięk/dźwięki”). Chociaż najczęściej chodzi właśnie o hanyu pinyin, warto pamiętać, że istnieją inne pinyiny, m.in. opracowany w 2000 r. na Tajwanie tongyong pinyin.

## Zasady pisowni
Oryginalny pinyin używa następujących liter: a, b, c, d, e, f, g, h, i, j, k, l, m, n, o, p, q, r, s, t, u, w, x, y, z – wszystkich liter alfabetu łacińskiego oprócz v, gdyż w standardowym języku mandaryńskim dźwięk ten nie występuje. Do tej puli często dodaje się także literę ü, która precyzuje, o jaki dźwięk chodzi w lu i nu (występują po dwa warianty lu/lü oraz nu/nü). Komputerowe systemy wprowadzania znaków chińskich przy pomocy pinyinu zastępują zwykle literę ü literą v, stąd dość często spotyka się takie właśnie użycie litery v w różnego typu tekstach chińskich (gdzie pinyin jest stosowany np. do transkrypcji tytułu). Jest to błędem, ponieważ litera v nie występuje w pinyinie.
W podręcznikach do nauki putonghua, słownikach oraz publikacjach fachowych stosuje się również oznaczenia tonów, które zmieniają znaczenie danej sylaby. Tony można zapisywać przy pomocy znaków diakrytycznych, które na przykładzie sylaby „ma” wyglądają odpowiednio: mā, má, mǎ, mà. Inny system polega na użyciu cyfr: ma1, ma2, ma3 i ma4. Sylaby nieintonowane (tzw. piąty ton) w obu wariantach pozbawione są dodatkowych oznaczeń.
W pinyinie wyrazy kilkusylabowe pisane są łącznie, bez kresek („-”) czy spacji. Częsty błąd polega na pisowni rozdzielnej, np. Mao Ze Dong, zamiast prawidłowego Mao Zedong (patrz też: chińskie nazwiska). System ten ma jednak jedną wadę: prawidłowa wymowa wymaga umiejętności podzielenia słowa na sylaby, co wymaga znajomości podstaw mandaryńskiego. Ponadto definicja słowa w języku chińskim jest kwestią sporną wśród językoznawców. Są jednak zbitki, których jednoznacznie podzielić się nie da, dlatego wówczas stosuje się apostrof, który w publikacjach niefachowych jest na ogół pomijany, np. Yan’an (w odróżnieniu od „yanan”; zapis „yanan” wskazywałby na wystąpienie innych sylab: „ya-nan”), Xi’an (zapis bez apostrofu wskazywałby, że chodzi o jedną sylabę „xian”) itd.

## Przybliżona wymowa dla Polaków
Pinyin najlepiej traktować tak jak łaciński zapis języka obcego, tj. francuski, angielski czy hiszpański. Oznacza to, że jego poprawna wymowa wymaga opanowania podstaw fonologii putonghua. Prawidłowa wymowa pinyinu jest dla Polaków stosunkowo łatwa. Dzieje się tak dlatego, że putonghua obfituje w „szeleszczące” głoski podobne do polskich, tj. ś, dź, ć itd.
Problem w wymowie mogą stanowić dźwięki, które w polskim nie występują, jak ü czy spółgłoski przydechowe.
- ü – przypomina trochę niemieckie ü lub francuskie u: składając usta do u wymawiamy i. Osoby, które nie są pewne efektów swoich starań, mogą zamiast ü wymawiać i, albo wzorem rosyjskiej transkrypcji – ju.
- ng – ŋ (n tylnojęzykowe), głoska występująca w polskich słowach z tzw. „nosówką” przed „k” lub „g”, np. w słowie „sęk” pomiędzy „e” a „k” (wymawianym bez hiperpoprawności); także „n” w wymawianym według wzorcowej wymowy lub po krakowsku słowie „bank” bądź wymawianym po krakowsku słowie „panienka”. W przeciwieństwie do polskiego używane w wygłosie, tzn. nie następuje po nim żadna spółgłoska w obrębie tej samej sylaby.
- e – chińskie e występujące jako samodzielna sylaba lub jedyna samogłoska w wygłosie również nie ma polskiego odpowiednika. Przypomina zamknięte „o” (zbliżone do „u”, tak jak w niemieckim Hosen) wymówione bez labializacji (zaokrąglania warg). Polskie „e” jest dla niego najbliższym przybliżeniem, lepszym niż głoska „o”, którą mechanicznie skopiowano z transkrypcji Wade-Giles (brytyjscy sinolodzy też mieli problem braku tej głoski w ich języku; wybrali wariant „Ho” ze względu na wymowę „o” w brytyjskiej Received Pronunciation).
- Przydech. W putonghua nie istnieje podział na głoski dźwięczne i bezdźwięczne (np. d – t), lecz na przydechowe i bezprzydechowe. Przydech to krótkie „h” nagłośniowe (tak jak angielskie lub niemieckie „h” w nagłosie) wymawiane po spółgłosce. Na przykład przydechowe „p” wymawia się tak, jak angielskie „p” w nagłosie sylaby. Twórcy pinyinu postanowili, że litery oznaczające głoski dźwięczne będą oddawały bezprzydechowe głoski putonghua, a głoski bezdźwięczne – przydechowe. Głoska bezprzydechowa to odpowiednik polskiej głoski bezdźwięcznej. W niektórych dialektach chińskich, np. szanghajskim(inne języki) pojawia się też trzeci szereg – spółgłoski bezdźwięczne wymawiane z lekko rozszerzoną krtanią, o brzmieniu jakby pomiędzy polskimi dźwięcznymi a bezdźwięcznymi. Np. b oznacza polskie p, a p – ph (trochę jak w polskim słowie pchać). W ten sposób parom z języka polskiego, tj. b-p, d-t, g-k w wymowie putonghua odpowiadają pary: p-ph, t-th, k-kh. W takie pary łączą się również inne spółgłoski (zh-ch, j-q, z-c); można je oddać jako: cz-czh, ć-ćh, c-ch.
- Nagłos i wygłos. W putonghua sylaba składa się z dwóch części, nagłosu i wygłosu, lub samego wygłosu. Pisownia wygłosu zależy od tego, czy jest z nagłosem (nagłos p+wygłos -u=pu), czy nie jest (wygłos-u, bez nagłosu=wu)

### Tabela. Głoskihanyu pinyin
| Nagłos                                         | Przybliżona wymowa    |
| ---------------------------------------------- | --------------------- |
| b                                              | p                     |
| c                                              | ch                    |
| ch                                             | czh                   |
| d                                              | t                     |
| f                                              | f                     |
| g                                              | k                     |
| h                                              | h                     |
| j                                              | ć                     |
| k                                              | kh                    |
| l                                              | l                     |
| m                                              | m                     |
| n                                              | n                     |
| p                                              | ph                    |
| q                                              | ćh (ćś)               |
| r                                              | ż albo amerykańskie r |
| s                                              | s                     |
| sh                                             | sz                    |
| t                                              | th                    |
| w                                              | ł zwałczone           |
| x                                              | ś                     |
| y                                              | j                     |
| z                                              | c                     |
| zh                                             | cz                    |
| Końcówki                                       | Przybliżona wymowa    |
| a, -a                                          | a                     |
| o, -o                                          | o                     |
| e, -e                                          | e                     |
| y, -i                                          | i                     |
| wu, -u                                         | u                     |
| yu, -ü                                         | ü                     |
| e, -e                                          | e                     |
| -i (gdy stoi po zh-, ch-, sh-, z-, c-, s-, r-) | y                     |
| ai, -ai                                        | aj                    |
| ei, -ei                                        | ej                    |
| ao, -ao                                        | ał                    |
| ou, -ou                                        | oł                    |
| en, -en                                        | en                    |
| ye, ie                                         | je                    |
| an, -an                                        | an                    |
| ang, -ang                                      | aŋ                    |
| ying, -ing                                     | iŋ                    |
| you, -iu                                       | joł                   |
| eng, -eng                                      | eŋ                    |
| weng, -ong                                     | uŋ                    |
| ya, -ia                                        | ja                    |
| yao, -iao                                      | jał                   |
| yan, -ian                                      | jen                   |
| yin, -in                                       | jin                   |
| yang, -iang                                    | jaŋ                   |
| yong, -iong                                    | joŋ                   |
| er, -er                                        | er                    |
| wa, -ua                                        | ła                    |
| wo, -uo                                        | ło                    |
| wai, -uai                                      | łaj                   |
| wei, -ui                                       | łej                   |
| wan, -uan                                      | łan                   |
| wen, -un                                       | łen                   |
| wang, -uang                                    | łaŋ                   |
| weng, -ueng                                    | łeŋ                   |
| yue, -üe                                       | üe                    |
| yuan, -üan                                     | üan                   |
| yun, -ün                                       | ün                    |

## Spolszczanie pinyinu
Niektórzy, poznawszy podstawy wymowy pinyinu, próbują go spolszczać. To jednak nie jest precyzyjne i utrudnia identyfikację nazw. Przykładowo imię Mao Zedonga można spolszczyć jako Dzedung, Cedung, Dzetung, Cetung itd., a żaden z wariantów nie jest lepszy od innych.
Kolejny błąd polega na spolszczaniu pinyinu tak, jakby był on pisownią anglojęzyczną, np. Chongqing na „Czongking”, podczas gdy przybliżona chińska wymowa to „czhung–ćśing”. W języku chińskim istnieje rozróżnienie na samogłoski przydechowe - podczas gdy literę „b” możemy odczytać jako „b”, „p” lub jako głoskę pośrednią między nimi, tak literę „p” należy odczytać z przydechem jako „ph”. Podobnie wygląda sytuacja ze spółgłoskami „c”, „ch”, „k”. Samogłoska „i” będzie z kolei inaczej czytana w zależności od spółgłoski, jaka przed nią stoi. Przy literach q, t, y, p, d, j, k, l, x, b, n będzie czytana jak polskie „i”, natomiast stojąc przy z, ch, s, sh, r – jak polskie „y”.
Warto jednak pamiętać, że istnieje pula nazw własnych i nazwisk, które mają spolszczoną formę, na ogół pochodzącą z innych transkrypcji, m.in. Wade’a-Gilesa, czy rosyjskiej. Stosowanie tych nazw jest zalecane ze względu na uzus (patrz: poniższa tabela). Porównaj: Polska transkrypcja sinologiczna.
| Pinyin       | Wymowa         | Polska pisownia | Pinyin        | Wymowa         | Polska pisownia | Pinyin          | Wymowa                 | Polska pisownia |
| ------------ | -------------- | --------------- | ------------- | -------------- | --------------- | --------------- | ---------------------- | --------------- |
| Beijing      | bej-dźiŋ       | Pekin           | Guangzhou     | głaŋ-dżoł      | Kanton          | Shanghai        | szaŋ-haj               | Szanghaj        |
| Jiang Jieshi | dziaŋ dzie-szi | Czang Kaj-szek  | Sun Zhongshan | słyn dżuŋ-szan | Sun Jat-sen     | Kongzi/Kongfuzi | khuŋ-dzy / khuŋ-fu-dzy | Konfucjusz      |
| hongweibing  | huŋ-łej-biŋ    | hunwejbin       | Nanjing       | nan-dźiŋ       | Nankin          | Sichuan         | sy-czhłan              | Syczuan         |

## Wymowa IPA
| Nagłos |     | Wygłos |     | Wygłos |     |
| pinyin | IPA | pinyin | IPA | pinyin | IPA |
| ------ | --- | ------ | --- | ------ | --- |
| b      | p   | a      | a   | o      | o   |
| c      | ʦʰ  | ai     | ai  | ong    | uŋ  |
| ch     | tʂʰ | an     | an  | ou     | əu  |
| d      | t   | ang    | aŋ  | u      | u   |
| f      | f   | ao     | au  | ua     | ua  |
| g      | k   | e      | ə   | uai    | uai |
| h      | x   | ei     | ei  | uan    | uan |
| j      | ʨ   | en     | ən  | uang   | uaŋ |
| k      | kʰ  | eng    | əŋ  | uei    | uei |
| l      | l   | er     | ər  | uen    | uən |
| m      | m   | ê      | ɛ   | ueng   | uəŋ |
| n      | n   | i      | i   | ui     | uei |
| p      | pʰ  | -i     | ɪ   | un     | uən |
| q      | ʨʰ  | ia     | ia  | uo     | uə  |
| r      | ʐ   | ian    | ian | ü      | y   |
| s      | s   | iang   | iaŋ | üan    | yan |
| sh     | ʂ   | iao    | iau | üe     | yɛ  |
| t      | tʰ  | ie     | iɛ  | ün     | yn  |
| w      | w   | in     | in  | ün     | yn  |
| x      | ɕ   | ing    | iŋ  |        |     |
| y      | j   | iong   | yŋ  |        |     |
| z      | ʦ   | iou    | iəu |        |     |
| zh     | tʂ  | iu     | iəu |        |     |